# José Luis Sánchez

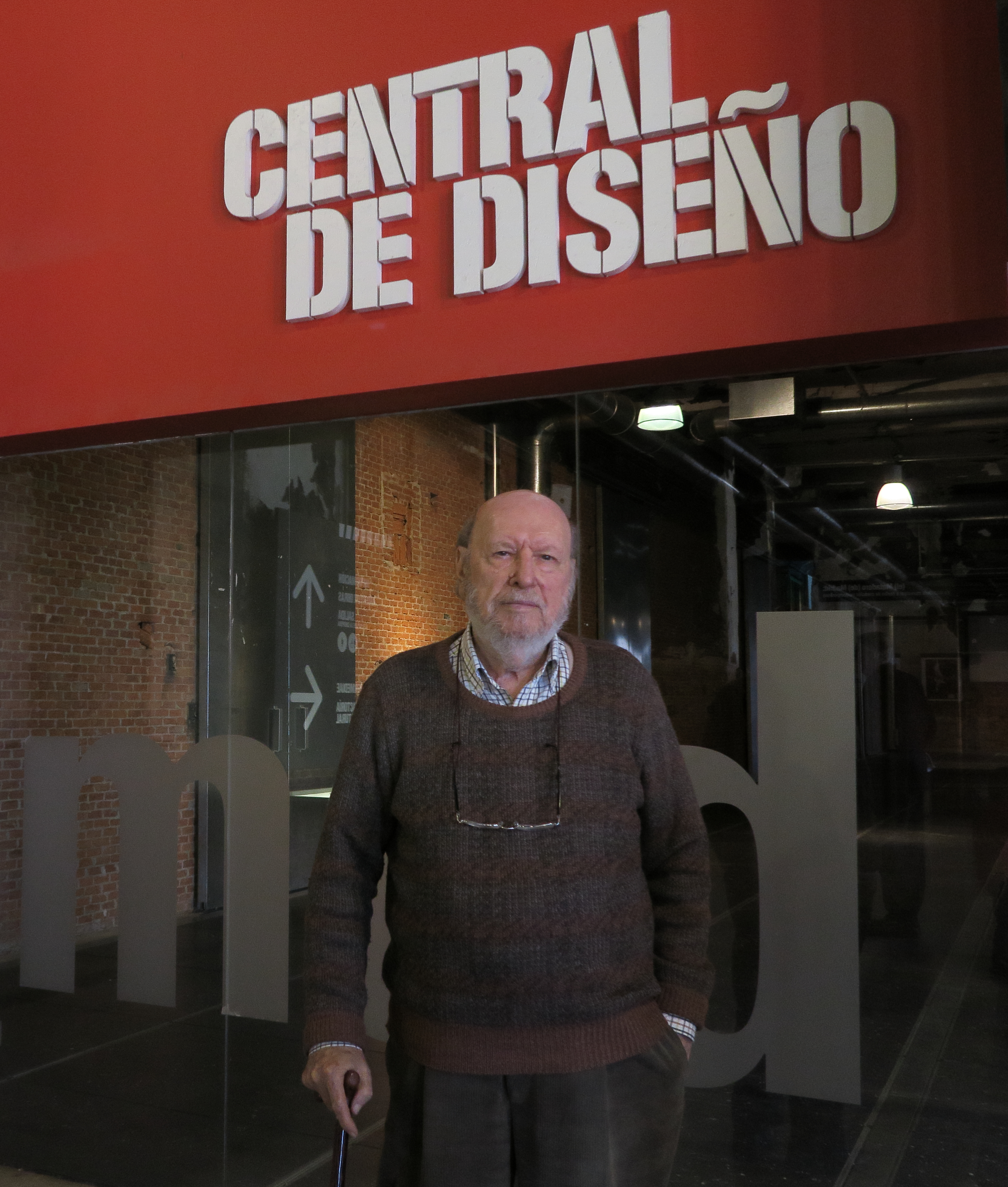
José Luis Sánchez

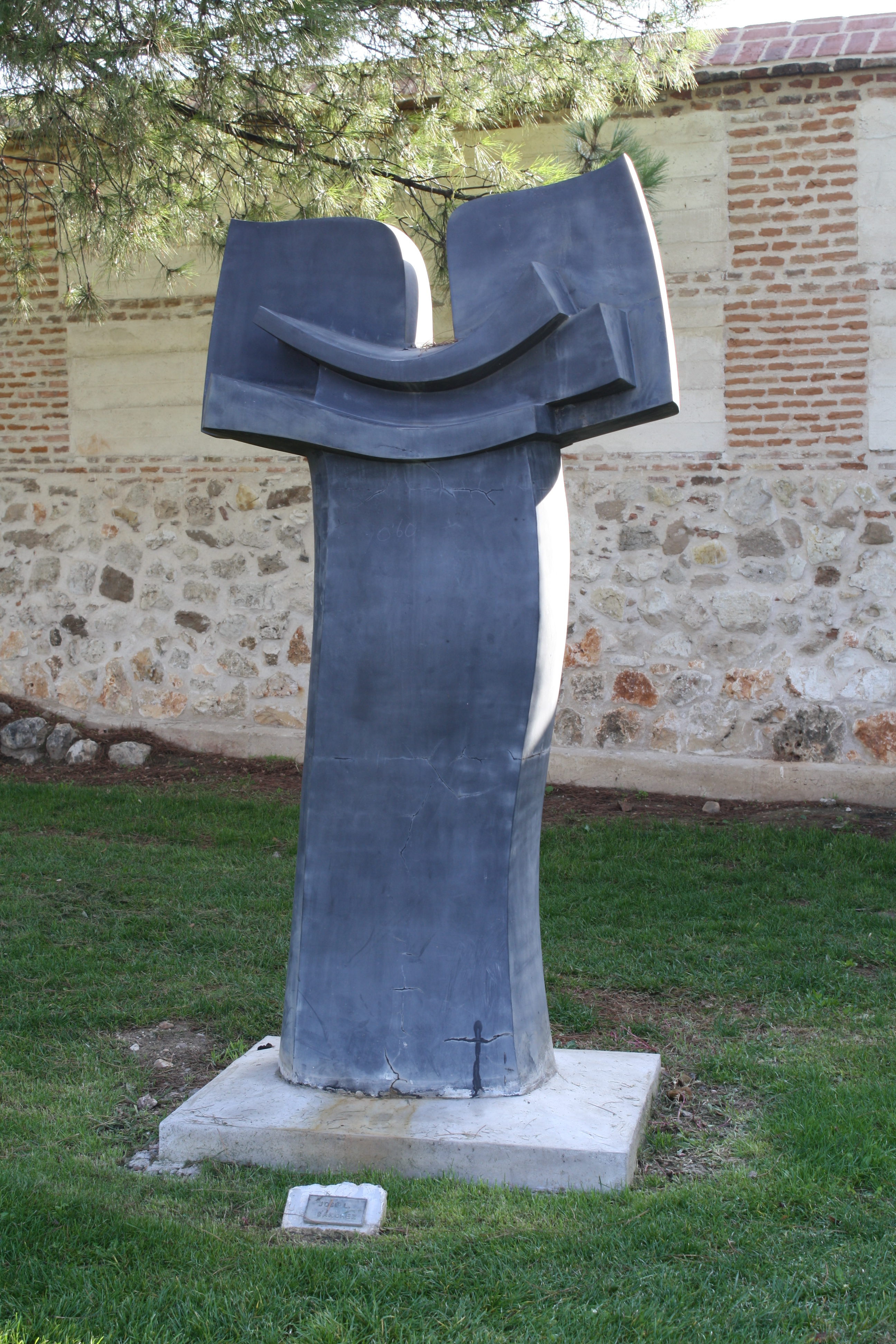
Sculptuur in het beeldenpark Museo de Escultura al Aire Libre de Alcalá de Henares in Alcalá de Henares

José Luis Sánchez (Almansa, 9 december 1926 – Pozuelo de Alarcón, 8 augustus 2018) was een Spaanse beeldhouwer.

## Leven en werk
In 1936 verhuisde de familie Sánchez naar de Spaanse hoofdstad Madrid. In 1950 ging Sánchez studeren bij de beeldhouwer Ángel Ferrant aan de Escuela de Artes y Oficios de Madrid. Gedurende 1952 en 1953 verbleef hij met een studiebeurs in Rome, Milaan en Parijs. Vanaf 1955 deelde hij een atelier met Arcadio Blasco. De werken die hij vanaf 1958 maakte waren veelal in de architectuur toegepaste beeldhouwkunst en verwant aan het constructivisme. In 1975 volgde zijn benoeming tot docent en later tot hoogleraar ontwerp aan de Escuela de Bellas Artes de San Fernando in Madrid. In 1987 werd hij lid van de Real Academia de Bellas Artes de San Fernando.
Gedurende de jaren 2008 en 2009 bezocht een reizende expositie Caminos de la escultura de José Luis Sánchez de steden Albacete, Ciudad Real, Guadalajara, Cuenca en Toledo.
Het werk van Sánchez werd getoond in vele solo- en groepsexposities in Europa en de Verenigde Staten en hij ontving vele kunstprijzen. In 1959 maakte het werk van Sánchez deel uit van de expositie Jonge Spaanse Kunst, die te zien was in Den Haag, Amsterdam en Utrecht.
In zijn geboorteplaats Almansa is een aan Sánchez gewijd museum gevestigd, het Museo Abierto de Escultura Contemporánea. Het museum is in het bezit van twaalf sculpturen van de kunstenaar.
Hij overleed op 92-jarige leeftijd.

## Werken (selectie)
- 1969 : Astral Flower, Plaza del Pacífico in Dallas (Texas) (Verenigde Staten)
- 1972 : La Saeta, Lannan Foundation in Palm Beach (Florida) (Verenigde Staten)
- 1975 : Herón, Plaza de Colón in Madrid
- 1978 : Océana, Ministerio de Economia in Madrid
- 1978 : Mazinger, Baco Nacional de Paris in Madrid
- 1979 : Escultura fuente, Edificio de Castellana in Madrid
- 1981 : Eolo, Aeropuerto de Barajas in Madrid
- 1983 : Zenón, beeldenpark Museo de Escultura de Leganés in Leganés
- 1984 : Honrando al emigrante español[3], Hospital Auxilio Mutuo in San Juan (Puerto Rico)
- 1985 : Portico de La Mancha[4], Universidad de Albacete in Albacete
- 1988 : Mareja Roja[5], Sama de Langreo in Langreo
- 1988 : Mikado[6], Estación de Santa Justa in Sevilla
- 1990 : Escultura, Hospital Gregorio Marañón in Madrid
- 1990 : Damocles[7], Parque San Antonio in Carreño-Candás
- 1991 : Icaria, Hospital Universitario de Getafe in Madrid
- 1992 : Cubo con esfera inscrita, Centro Sanitario Mar Báltico in Madrid
- 1997 : Icaro, Museo de Escultura de Leganés in Leganés
- 1999 : La Paz Aupada[8] in Almansa
- 2005 : Puerta del Vino in Valdepeñas
- 2006 : La Flama[9], Biblioteca Municipal in Navalcarnero